# NENF
NENF (англ. Neudesin neurotrophic factor) – білок, який кодується однойменним геном, розташованим у людей на 1-й хромосомі. Довжина поліпептидного ланцюга білка становить 172 амінокислот, а молекулярна маса — 18 856.
| 10         |  | 20         |  | 30         |  | 40         |  | 50         |
| ---------- |  | ---------- |  | ---------- |  | ---------- |  | ---------- |
| MVGPAPRRRL |  | RPLAALALVL |  | ALAPGLPTAR |  | AGQTPRPAER |  | GPPVRLFTEE |
| ELARYGGEEE |  | DQPIYLAVKG |  | VVFDVTSGKE |  | FYGRGAPYNA |  | LTGKDSTRGV |
| AKMSLDPADL |  | THDTTGLTAK |  | ELEALDEVFT |  | KVYKAKYPIV |  | GYTARRILNE |
| DGSPNLDFKP |  | EDQPHFDIKD |  | EF         |  |            |  |            |

A: Аланін

D: Аспарагінова кислота

E: Глутамінова кислота

F: Фенілаланін

G: Гліцин

H: Гістидин

I: Ізолейцин

K: Лізин

L: Лейцин

M: Метіонін

N: Аспарагін

P: Пролін

Q: Глутамін

R: Аргінін

S: Серин

T: Треонін

V: Валін

Задіяний у такому біологічному процесі, як ацетилювання. 
Білок має сайт для зв'язування з іонами металів, іоном заліза, гемом. 
Секретований назовні.